# Станціонна селищна адміністрація
Станціо́нна селищна адміністрація (каз. Станционный кенттік әкімдігі, рос. Станционная поселковая администрация) — адміністративна одиниця у складі Степногорської міської адміністрації Акмолинської області Казахстану. Адміністративний центр та єдиний населений пункт — селище Станціонний.
Населення — 2677 осіб (2021; 2249 у 2009, 2132 у 1999, 2057 у 1989).